# Love Not Money
Love Not Money è il secondo album del gruppo musicale britannico Everything but the Girl, pubblicato dall'etichetta discografica Blanco y Negro e distribuito dalla WEA nel 1985.
L'album, disponibile su long playing, musicassetta e compact disc, è prodotto da Robin Millar. Fra i 10 brani, la metà porta la firma di entrambi i componenti del duo, mentre altri 4 sono composti dal solo Ben Watt ed uno (Ugly Little Dreams) dalla sola Tracey Thorn.
Dal disco vengono tratti i singoli When All's Well e Angel.

## Tracce

### Lato A
1. When All's Well
2. Ugly Little Dreams
3. Shoot Me Down
4. Are You Trying to Be Funny?
5. Sean

### Lato B
1. Ballad of the Times
2. Anytown
3. This Love (Not for Sale)
4. Trouble and Strife
5. Angel